# Bateria Illowra

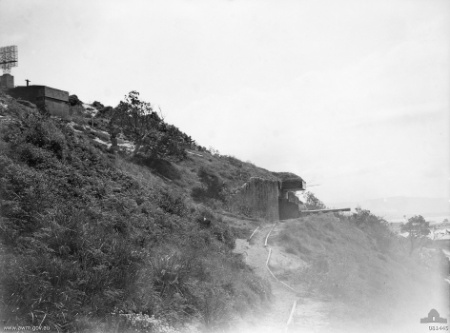
Artilharia número 2 em 1944.

Bateria Illowra é uma antiga artilharia costal do Exército Australiano, localizada no Monte 60, Porto Kembla no estado da Nova Gales do Sul. A estrutura foi construída e esteve em serviço durante a Segunda Guerra Mundial e também era conhecida como Bateria do Monte 60.